# Colmar (azienda)
Colmar, brand di abbigliamento sportivo e di lifestyle, è il marchio più celebre dell’azienda Manifattura Mario Colombo fondata nel 1923.

## Storia
La Colmar viene fondata a Monza nel 1923 da Mario Colombo. Pare che il nome (composto dalle prime tre lettere del cognome, seguite dalle prime tre lettere del nome del suo fondatore) sia stato scelto tramite una votazione fatta tra gli amici in una pasticceria di Monza.
Nei primi decenni l'azienda produce cappelli e ghette in feltro di lana, per poi dedicarsi alla produzione di abiti da lavoro. Nell'immediato dopoguerra, con la ripresa e lo sviluppo dello sport, inizia la specializzazione nell'abbigliamento sportivo, con particolare attenzione a quello da sci. I fratelli Giancarlo e Angelo, figli del fondatore, intuiscono l'opportunità di sviluppo di questo nuovo settore.
Lavorando in stretta collaborazione con la Federazione italiana sport invernali, Colmar acquista presto notorietà come produttrice di indumenti altamente tecnici e qualificati. In occasione delle Olimpiadi del 1952, la società ha per la prima volta l'incarico di vestire la squadra italiana di sci e, insieme a Zeno Colò, realizza la prima giacca a vento aerodinamica (chiamata guaina Colò). Nei successivi quattro decenni Colmar ha vestito le squadre nazionali di sci alpino, sci nordico e di altre discipline come il bob e lo slittino.
Negli anni settanta,  nel periodo della "valanga azzurra", Colmar realizza diverse tenute da gara che hanno fatto la storia dello sci e che hanno vestito i fuoriclasse italiani alle Olimpiadi di Sapporo, di Innsbruck e ai Mondiali di St. Moritz.
Nel 2009 Colmar ha diversificato la sua produzione e, oltre all'abbigliamento tecnico, realizza anche capi alla moda. Nasce anche la linea Colmar Originals, destinata ad un pubblico giovane.
Il 9 gennaio 2010 Giancarlo Colombo muore all'età di 83 anni, seguito a due mesi e mezzo di distanza dal fratello Angelo. Quello stesso anno l'amministrazione comunale di Monza assegnò il Giovannino d'oro a Giancarlo Colombo.
Nel 2011 Colmar sigla un accordo con la FISW (Federazione Italia Scinautico e Wakeboard), diventandone per tre anni fornitore ufficiale.